# Parliament Act, 1911
De Parliament Act van 18 augustus 1911 is een wet die de werking van het Britse Parlement vastlegt. Door deze wet werd de macht van het Hogerhuis ingeperkt en kwam het zwaartepunt van het wetgevend proces te liggen bij het verkozen Lagerhuis. 
De wet regelde de relaties tussen het Lager- en het Hogerhuis bij het aannemen van wetten (Acts of Parliament). Het Lagerhuis als verkozen kamer kreeg een eersterangsrol. Het niet-verkozen Hogerhuis kan wetten die het algemeen belang betreffen enkel tijdelijk opschorten. Deze macht geldt daarentegen zelfs niet voor wetsontwerpen van de regering in het Lagerhuis die betrekking hebben op de financiën en begroting (Money Bill). Deze kunnen ook zonder de goedkeuring van het Hogerhuis wet worden. De Parliament Act, 1949 beperkte de rol van het Hogerhuis in het wetgevend proces nog verder.
Verder verkortte deze wet de periode tussen de bijeenroeping en de ontbinding van het Parlement (a Parliament) tot vijf in plaats van zeven jaar. Een Parliament eindigt in principe automatisch na een periode van vijf jaar.